# Hans Christoph von Rohr

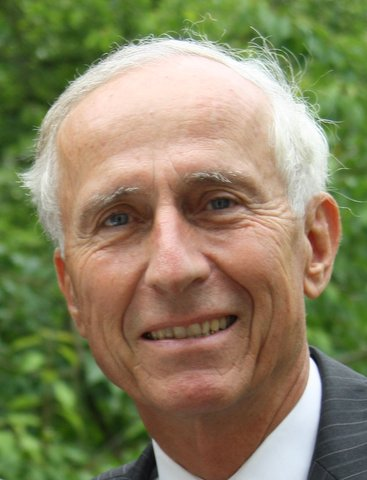
Hans Christoph von Rohr

Hans Christoph von Rohr (* 1. Juli 1938 in Stettin) ist ein deutscher Industriemanager und Politiker.

## Leben
Als dritter der vier Söhne des Rittergutsbesitzers und Politikers Hansjoachim von Rohr und der Sigrid von Borcke-Krienke besuchte v. Rohr das Carl-Hunnius-Internat in Wyk auf Föhr und die Otto-Kühne-Schule in Bad Godesberg. Nach dem Abitur begann er an der Ruprecht-Karls-Universität Heidelberg Rechtswissenschaft und Volkswirtschaft zu studieren. 1957 wurde er im Corps Saxo-Borussia Heidelberg aktiv. Als Inaktiver wechselte er an die Universität Wien, die Rheinische Friedrich-Wilhelms-Universität und die Christian-Albrechts-Universität zu Kiel. 1959/60 studierte er im Fulbright-Programm an der Princeton University. 1964/65 war er als Stipendiat des Deutschen Akademischen Austauschdienstes und der Volkswagenstiftung in Südamerika, um seine Doktorarbeit zu Fragen des Grundrechtsschutzes in der Region vorzubereiten. Mit ihr wurde er 1968 in Bonn zum Dr. iur. promoviert. Er ist verheiratet und Vater von zwei erwachsenen Kindern.

### Beruf
Nach dem Assessorexamen 1967 ging er als Vorstandsassistent zur Klöckner-Werke AG, Duisburg/Bremen. 1971 wurde er nach Buenos Aires entsandt. Dort war er Vorsitzender der Geschäftsführung der Establecimientos Klöckner S.A. 1974 wurde er persönlich haftender Gesellschafter der Klöckner-Beteiligungsgesellschaft Fisser & v. Doornum KG, Hamburg/Emden. 1984 wurde er in den Vorstand der Muttergesellschaft Klöckner & Co (Duisburg) berufen. Von 1991 bis 1995 war er Vorsitzender des Vorstandes der Klöckner-Werke AG, Duisburg, die er im Rahmen eines von der Deutschen Bank begleiteten Fortführungsvergleichs aus der defizitären Stahlbranche herausführte und auf die Branchen Maschinenbau und Kunststoffverarbeitung neu ausrichtete. Die Bundesregierung berief ihn 1996 zum Sonderbeauftragten für die Sanierung der ostdeutschen Werften. Im Auftrag der Bundesregierung und der Landesregierungen der Neuen Länder übernahm er 1997–2002 den Aufbau und die Führung des Industrial Investment Council (IIC), einer international aufgestellten Organisation zur Gewinnung ausländischer Investoren in Berlin. Er konnte die Ansiedlung von 83 Unternehmen mit über 20.000 Arbeitsplätzen und einer Investitionssumme von 4,3 Milliarden Euro verbuchen. Er trat 2003 in die Düsseldorfer Anwaltssozietät Taylor Wessing und übernahm Aufsichtsratsmandate in deutschen und ausländischen Unternehmen.

### Politik
Nach der Rückkehr aus Südamerika begann er 1974 sich in Hamburg politisch zu engagieren.
1978–1984 saß er in der Hamburgischen Bürgerschaft. Als Nachfolger von Birgit Breuel war er wirtschaftspolitischer Sprecher der CDU. Von 1979 bis 2011 nahm er führende Aufgaben im Wirtschaftsrat der CDU wahr (Landesvorstand, Bundesvorstand, Präsidium, stellv. Bundesvorsitzender).
Schwerpunkte der politischen Sacharbeit:
1. Ordnungspolitik betrieb er mit dem besonderen Ziel, die im Westen Deutschlands teilweise festgefahrenen Strukturen nicht 1:1 auf die neuen Länder zu übertragen, sondern „Ostdeutschland“ durch mehr Flexibilität, speziell im Arbeitsrecht, zum Impulsgeber für notwendige Reformen zu machen.[15][16][17]
2. In der Wettbewerbspolitik befürwortete er die zügige Internationalisierung der Wettbewerbsordnung. Er kritisierte die „Wagenburgmentalität“ der Politik und des Bundeskartellamtes.[18][19][20]
3. In der Energiepolitik stellte er sich – gegen das Votum seiner Partei – gegen den geplanten Bau einer atomaren Wiederaufarbeitungsanlage in Deutschland, vor allem aus wirtschaftlichen Gründen. Zugleich befürwortete er die Erkundung eines Endlagers in Gorleben. In vielen Veröffentlichungen und Vorträgen kritisierte er den vollständigen Atomausstieg nach der Nuklearkatastrophe von Fukushima und den hochsubventionierten Ausbau der erneuerbaren Energien. Er bezeichnete die Energiewende in Deutschland von 2011 als „Anschlag auf die Wettbewerbsfähigkeit“ des Industriestandortes Deutschland.[21][22][23]

### Corps
In Gegenwart vieler Vorortsprecher hielt v. Rohr am 29. Mai 1998 in Bad Kösen eine Rede zum 150-jährigen Bestehen des Kösener Senioren-Convents-Verbandes. Mit anderen gründete er die staatspolitischen Seminare des weißen Kreises, bei denen er gelegentlich spricht, so auch 2008 beim 150. Kartellfest.

## Ehrenämter
- Vizepräsident des Heidelberger Studentenparlaments (1957/58)
- Forschungsinstitut für Wirtschaftsverfassung und Wettbewerb (FIW), Vorstandsvorsitzender bis 2008, seit 2011 Ehrenvorsitzender
- Wirtschaftsrat der CDU, Mitglied des Bundesvorstands
- Bundesverband der Deutschen Industrie, Vorsitzender der Wettbewerbskommission (1993–2002)
- Gründer und Vorstandsvorsitzender der Bürgerstiftung Mülheim an der Ruhr (2002–2010)[26]

## Ehrungen
- Verdienstorden der Bundesrepublik Deutschland, Verdienstkreuz am Bande (2002)[27]
- Ehrenmitglied des Wirtschaftsrates der CDU
- Ludwig-Erhard Medaille für Verdienste um die Soziale Marktwirtschaft (2011)

## Werke
- Verantwortete Unternehmensführung. Expert Verlag, Grafenau 1983.
- Kartellrecht in der Reform. Frankfurter Institut – Stiftung Marktwirtschaft und Politik, Bad Homburg 1996.
- Privatisierung staatlicher und kommunaler Dienstleistungen. Forum Vergabe, Berlin 2003.
- Ein konservativer Kämpfer. Der NS-Gegner und Agrarpolitiker Hansjoachim von Rohr, Hohenheim Verlag, Stuttgart 2010. ISBN 978-3-89850-206-1.[28]
- Paritätische Mitbestimmung – Deutschland einsam auf seinem Sonderweg. In: Festschrift 50 Jahre FIW, Köln 2010.
- Energiepolitik zwischen Ökonomie, Ökologie und Ethik. Wirtschaft und Ethik, Groth-Bernlohe 2012.